# Nombre de Carnot
El nombre de Carnot {\displaystyle (Ca)} és un nombre adimensional utilitzat en l'anàlisi energètic dels cicles tèrmics. S'utilitza per calcular la màxima eficiència d'una transferència tèrmica tenint en compte les pèrdues per l'entropia. Aquest nombre porta el nom de Nicolas Carnot, matemàtic francès.
El nombre de Carnot es defineix com:
{\displaystyle Ca={\frac {T_{2}-T_{1}}{T_{2}}}}
on:
- T1 = temperatura de la base de transferència
- T₂ = temperatura de la font de transferència